# Каскалью-Рику
Каскалью-Рику (порт. Cascalho Rico) — муниципалитет в Бразилии, входит в штат Минас-Жерайс. Составная часть мезорегиона Триангулу-Минейру-и-Алту-Паранаиба. Входит в экономико-статистический микрорегион Уберландия. Население составляет 2617 человек на 2006 год. Занимает площадь 367,732 км². Плотность населения — 7,1 чел./км².

## История
Город основан 27 декабря 1948 года.

## Статистика
- Валовой внутренний продукт на 2005 год составляет 758 796 730,00 реалов (данные: Бразильский институт географии и статистики).
- Валовой внутренний продукт на душу населения на 2005 год составляет 289 838,32 реалов (данные: Бразильский институт географии и статистики).
- Индекс развития человеческого потенциала на 2000 год составляет 0,788 (данные: Программа развития ООН).